# Elisabeth-Palast
Palatul Elisabeta (deutsch etwa: Palais Elisabeth) ist eine königliche Residenz in der rumänischen Hauptstadt Bukarest. Der Palast entstand in den Jahren 1936 und 1937 für Elisabeth, Prinzessin von Rumänien (später Königin von Griechenland) an der Șoseaua Kiseleff. Heute dient er als offizielle Residenz der rumänischen Königsfamilie um Margareta, Hüterin der Krone, und als Sitz der öffentlich-rechtlich anerkannten Organisation „Casa Majestății Sale“.

## Lage
Das Gebäude liegt im nördlichen Sektor 1 an der Şoseaua Kiseleff, unweit des Freilichtmuseum und des König-Michael-I.-Parks. Die postalische Anschrift lautet „Șoseaua Kiseleff 26–28“.

## Geschichte
Das Palais wurde 1936–1937 nach Entwürfen von Constantin Ionescu (später fortgeführt von Corneliu M. Marcu) für Prinzessin Elisabeth errichtet und am 19. Dezember 1937 eingeweiht.
Nach den Luftangriffen 1944 auf das Königliche Schloss an der Calea Victoriei nutzte König Michael I. das Palais Elisabeta als Residenz. Am 30. Dezember 1947 unterzeichnete er hier seine erzwungene Abdankung.
Nach der Verstaatlichung 1948 wurde das Gebäude als staatliche Protokollresidenz verwendet und zeitweise für hochrangige Empfänge genutzt.
Im Frühjahr 1997 kehrte die königliche Familie vorübergehend zurück; bis 2001 bezahlten die Mitglieder ihren Aufenthalt wie in einem Hotel. Am 18. Mai 2001 erhielt der ehemalige König das Nutzungsrecht auf Lebenszeit; seitdem dient das Palais der königlichen Familie als offizielle Residenz in Bukarest.

## Architektur
Der Bau verbindet maurische Motive mit Elementen des rumänischen Brâncoveanu-Stils („mediterraner“ Charakter). Als Referenz diente Elisabeths Landsitz Schloss Banloc; Innenräume wie die „Sala Regilor“ (Königssaal) und Repräsentationssalons werden bis heute für Veranstaltungen genutzt.

## Nutzung
Das Palais ist Sitz der „Casa Majestății Sale“ und Schauplatz von Empfängen, kulturellen Programmen und diplomatischen Treffen („Serile Palatului Elisabeta“ u. a.). Außerdem finden offizielle Besuche internationaler Gäste statt (z. B. Besuch des damaligen Prinzen von Wales am 30. Mai 2016).

## Flaggenprotokoll
Auf dem Dachmast wird die persönliche Flagge der Hüterin der Krone oder des ranghöchsten anwesenden Mitglieds der königlichen Familie gehisst; in Abwesenheit weht eine Variante der rumänischen Nationalflagge mit königlichem Wappen.